# Otto Ungerbühler
Otto Carl Gotthardt Ungerbühler (* 12. Juli 1799 in Mohrungen; † 7. Oktober 1857 in Königsberg) war ein preußischer Jurist und Syndikus. Er war von Mai bis Dezember 1848 Mitglied der Frankfurter Nationalversammlung.

## Leben
Otto Ungerbühler wurde als Sohn von Daniel Gotthardt Ungerbühler geboren. Sein Vater war Justizamtsaktuar und Syndikus der Departmentslandschaftsdirektion in Mohrungen. Er wurde Ehrenbürger der ostpreußischen Stadt Mohrungen und erhielt für seine Verdienste 1847 den Roten-Adler-Orden 4. Klasse. Seine Mutter Charlotte Wilhelmine war eine geborene von Hirschfeldt.
Ungerbühler begann im Oktober 1818 ein Studium der Rechtswissenschaften an der Albertina in Königsberg, wo er durch sein anmaßendes Betragen seinen Kommilitonen unangenehm auffiel. Nach der erfolgreichen Beendigung des Studiums in den preußischen Justizdienst übernommen, wurde er ab 1823 Hilfssyndikus in der Dienststelle seines Vaters. In den Protokollen bezeichnete man ihn daraufhin als Ungerbühler II. Er erhielt 1841 den Titel eines königlich preußischen Justizrates.
Bei der Wahl zur Frankfurter Nationalversammlung wurde Ungerbühler am 10. Mai 1848 von den Wahlmännern des Wahlbezirks 14, er umfasste die Landkreise Mohrungen und Preußisch Holland, zum Abgeordneten gewählt. Bereits am 19. Mai 1848 traf erstmals in der Frankfurter Paulskirche mit anderen ostpreußischen Abgeordneten zusammen. Er schloss sich der Casino-Fraktion an. Bei den Vorberatungen zur Wahl eines Reichsverwesers, gehörte er zu den Antragstellern, die eine Abstimmung nach Namensaufruf von der Tribüne aus erfolgen lassen wollten. Später unterstützte er einen Antrag, der die Abhaltung von drei Sitzungen in der Woche forderte, um die Beratungen zur Reichsverfassung abschließen zu können. Am 18. November 1848 wurde ihm ein Urlaubsantrag gewährt, mit der Auflage, dass eine Frist von vier Wochen nicht überschritten werden sollte. Trotzdem wurde ihm am 15. Dezember 1848 eine Verlängerung gewährt, er sollte sich aber spätestens am 8. Januar 1849 wieder in Frankfurt am Main einfinden. Allerdings wurde schon in der ersten Sitzung nach den Weihnachtsfeiertagen am 28. Dezember 1848 durch den amtierenden Präsidenten der Nationalversammlung verkündet, dass der Abgeordnete Ungerbühler, zusammen mit drei weiteren Mitgliedern, sein Mandat niedergelegt hätte. Ungerbühlers Nachfolger wurde sein gewählter Stellvertreter Wilhelm von Schrötter.
Nach dem Ende seiner parlamentarischen Arbeit übernahm Ungerbühler noch im Dezember 1848 ein neues Amt als Syndikus der Generallandschaftsdirektion in Königsberg. Er starb dort am 7. Oktober 1857 im Alter von 58 Jahren.